# Thelypteris stierii
Thelypteris stierii är en kärrbräkenväxtart som först beskrevs av Eduard Rosenstock, och fick sitt nu gällande namn av C. Reed. Thelypteris stierii ingår i släktet Thelypteris och familjen Thelypteridaceae. Inga underarter finns listade.